# Corniche

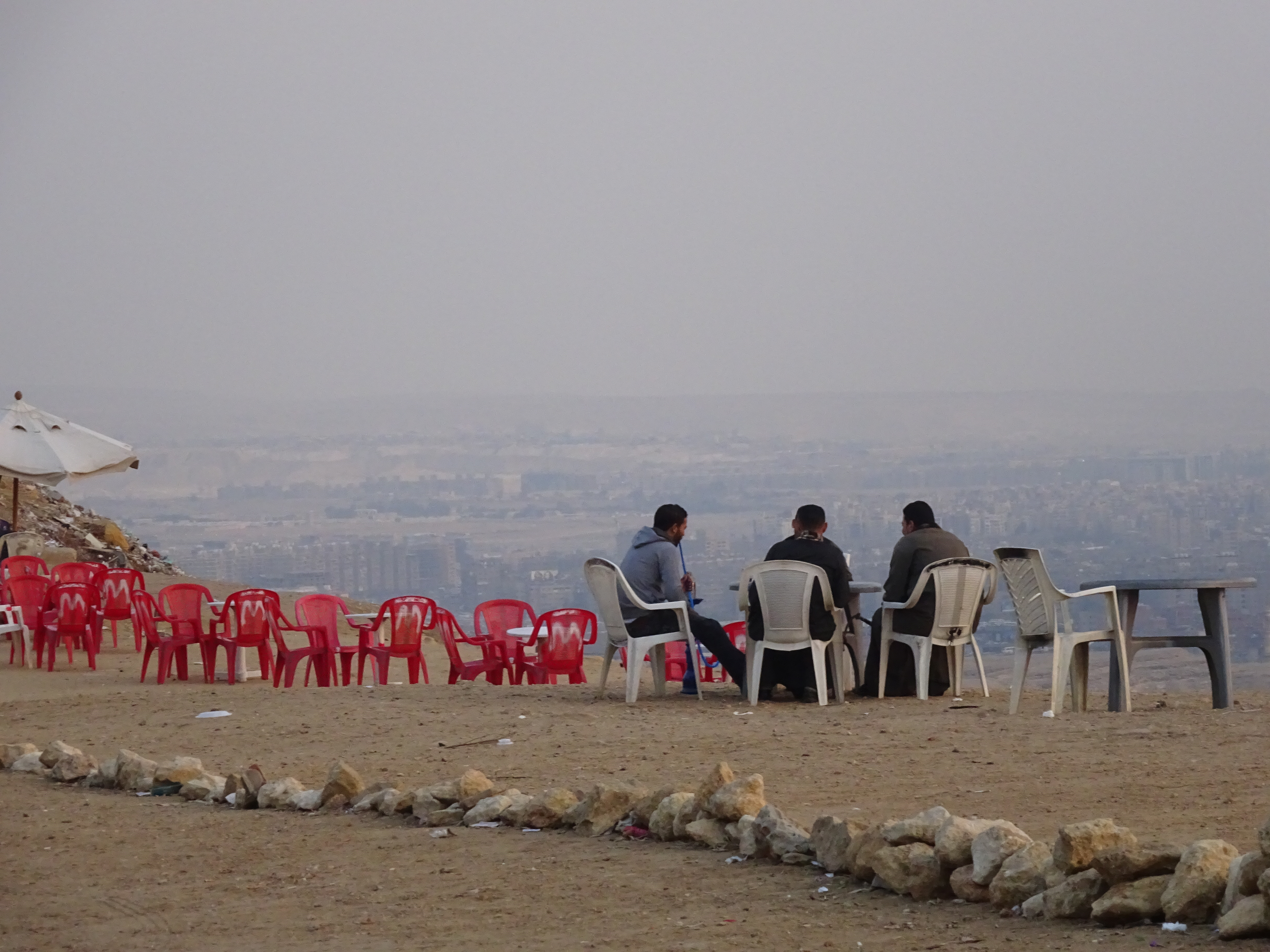
De corniche in Mokattam met blik op Caïro

Het woord corniche komt uit het Frans en wordt in verschillende landen en talen gebruikt om een weg te beschrijven die langs een kust, oever of klif voert, meestal met een bijzonder fraai panorama. Soms is het ook een van de belangrijkste winkelstraten van een stad of een promenade voor wandelingen.
In het Frans betekent het woord corniche "kroonlijst" of "richel" maar verwijst ook naar wegen met een spectaculair uitzicht die zich op een steile berghelling bevinden. Bij bergbeklimmers wordt het woord ook gebruikt in de zin van "overhangende sneeuwrand".
In alle Egyptische steden heet de boulevard langs een waterkant, bijvoorbeeld langs de oever van de Nijl of langs de kust van de Middellandse Zee, "corniche". Hoewel het woord van Franse origine is, heeft de culturele invloed van Egypte ook andere Arabische landen zonder Franse invloed, bijvoorbeeld Oman, Qatar, Saoedi-Arabië, Soedan en de Verenigde Arabische Emiraten, ertoe aangezet het woord over te nemen. De Arabische spelling voor corniche is كورنيش.

## Bekende locaties met een corniche

### Egypte
- De Corniche El-Nil langs de Nijl in Caïro
- De Corniche EL-Giza in Gizeh
- De corniche in Alexandrië, de kustboulevard langs de Middellandse Zee

Andere steden aan de Nijl zoals Damietta, El-Mansoera, Luxor en Aswan hebben ook een corniche.

### Frankrijk
- De Corniche des Cévennes in de Cevennen
- De Corniche Président John Kennedy langs de Middellandse Zee in Marseille
- De Grand Corniche (ook Corniche Supérieure genoemd) van Nice naar Roquebrune-Cap-Martin
- De Corniche Moyenne van Nice naar Menton
- De Corniche du Littoral (ook Corniche Inférieure genoemd) van Nice naar Menton

### Libanon
- De Corniche Beiroet langs de Middellandse Zee in Beiroet

### Oman
- De Muttrah Corniche in de hoofdstad Masqat

### Qatar
- De Doha Corniche langs de Baai van Doha in de hoofdstad Doha